# Стів Молітор
Стів Молітор (англ. Steve Molitor; 4 квітня 1980) — канадський професійний боксер, дворазовий чемпіон світу за версією IBF (2006—2008, 2010—2011) у другій легшій вазі.

## Професіональна кар'єра
2000 року дебютував на професійному рингу. В десятому поєдинку 15 лютого 2002 року завоював титул чемпіона Канади в другій легшій вазі. В наступному бою 10 квітня 2002 року завоював вакантний титул чемпіона світу за маловідомою версією WBF в легшій вазі. 21 вересня 2002 року в своєму 13-му поєдинку завоював титул чемпіона Співдружності в легшій вазі.
Впродовж 2000—2005 років провів двадцять два переможних боя. 10 листопада 2006 року в бою проти Майкла Гантера (Велика Британія) завоював вакантний титул чемпіона світу за версією IBF у другій легшій вазі. Провів п'ять успішних захистів, зокрема 14 липня 2007 року здобув перемогу технічним нокаутом над Такалані Ндлову (ПАР).
21 листопада 2008 року зустрівся в об'єднавчому бою з чемпіоном світу за версією WBA (Super) Селестино Кабальєро (Панама) і програв технічним нокаутом в четвертому раунді.
27 березня 2010 року в бою за вакантний титул чемпіона світу за версією IBF в другій легшій вазі вдруге зустрівся з Такалані Ндлову і переміг одностайним рішенням суддів. Провівши один переможний захист, 26 березня 2011 року втретє зустрівся в бою з Такалані Ндлову і втратив титул чемпіона, програвши одностайним рішенням суддів.